# Wacław Kubacki
Wacław Kubacki (ur. 7 września 1907 w Nieszawie, zm. 16 grudnia 1992 w Krakowie) – polski historyk literatury, krytyk, pisarz.

## Życiorys
Kształcił się w szkole powszechnej w Nieszawie. Jego nauczycielem łaciny był o. Maksymilian Maria Kolbe, który następnie skierował go do dalszej nauki w Gimnazjum w Sanoku. Studiował w Austrii i we Włoszech, w czym pomógł mu Stefan Kołaczkowski.  Rozprawę doktorską na temat "Średniowieczne legendy franciszkańskie w Polsce" ukończył w 1937 uzyskując doktorat, po czym kształcił się na studiach w Niemczech, Szwajcarii i Francji, w czym wsparł go Mieczysław Grydzewski.
Debiutował jesienią 1927 w Dodatku Naukowo-Literackim „Ilustrowanego Kuriera Codziennego”, a pierwszy szkic krytyczny ukazał się w 1932 w „Wiadomościach Literackich”. W 1933 otrzymał I nagrodę (ex aequo) w konkursie „Wiadomości Literackich” za artykuł dotyczący zagadnień psychologicznych w filmie (w jury zasiadał m.in. Antoni Słonimski). 
W maju 1945 r. przeniósł się z Częstochowy do Poznania. Został adiunktem przy Seminarium Historii Literatury Polskiej na UAM. 
Jesienią 1945 habilitował się na podstawie napisanej w czasie okupacji rozprawy o III części Dziadów. W 1949 otrzymał tytuł profesora nadzwyczajnego, a w 1958 — profesora zwyczajnego. Kubacki w 1953 przeniósł się do Krakowa. Profesor UJ. W latach 1971–1972 redaktor naczelny „Literatury na Świecie”.
W 1949 został odznaczony przez Prezydenta RP Bolesława Bieruta Orderem Sztandaru Pracy II klasy. 21 lipca 1968 otrzymał Państwową Nagrodę Literacką I Stopnia. Pochowany został na cmentarzu w Tropiu koło Nowego Sącza

## Twórczość
- Pierwiosnki polskiego romantyzmu – 1949, książka historycznoliteracka
- Kartki na wietrze – 1950, proza poetycka
- Arcydramat Mickiewicza – 1951, rozprawa historycznoliteracka
- Smutna Wenecja – 1967, powieść[6]
- Malwy na Kaukazie -1969, dziennik podróży
- Koncert na orkiestrę – 1970, powieść
- Sen nocy letniej – 1974, powieść
- Z Mickiewiczem na Krymie – 1977, książka biograficzna
- Temat z wariacjami – 1982, powieść[7]